# توماس موريس
توماس موريس (بالإنجليزية: Thomas Morris (Ohio politician))‏ (و. 1776 – 1844 م) هو سياسي، ومحام من الولايات المتحدة الأمريكية ولد في مقاطعة بركس.
تولى منصب عضو مجلس الشيوخ الأمريكي .وهو عضو في الحزب الديمقراطي الأمريكي .